# Saint-Rabier
Saint-Rabier est une commune française située dans le département de la Dordogne, en région Nouvelle-Aquitaine.

## Géographie

### Généralités
Commune arrosée par un sous-affluent de la Vézère, le Taravellou.

### Communes limitrophes
Saint-Rabier est limitrophe de huit autres communes dont Sainte-Orse au nord-ouest sur environ 430 mètres.
| Granges-d'Ans, Sainte-Orse | Nailhac        | La Chapelle-Saint-Jean |
| Azerat                     | Saint-Rabier   | Châtres                |
|                            | La Bachellerie | Peyrignac              |

### Géologie et relief

#### Géologie
Situé sur la plaque nord du Bassin aquitain et bordé à son extrémité nord-est par une frange du Massif central, le département de la Dordogne présente une grande diversité géologique. Les terrains sont disposés en profondeur en strates régulières, témoins d'une sédimentation sur cette ancienne plate-forme marine. Le département peut ainsi être découpé sur le plan géologique en quatre gradins différenciés selon leur âge géologique. Saint-Rabier est située dans le deuxième gradin à partir du nord-est, un plateau formé de roches calcaires très dures du Jurassique que la mer a déposées par sédimentation chimique carbonatée, en bancs épais et massifs.
Les couches affleurantes sur le territoire communal sont constituées de formations superficielles du Quaternaire et de roches sédimentaires datant pour certaines du Cénozoïque, et pour d'autres du Mésozoïque et du Paléozoïque, ainsi que de roches métamorphiques. La formation la plus ancienne, notée tfρ3, est constituée de grès de Thiviers et d'ardoises d'Allassac, des métatufs rhyodacitiques à chlorite et métagrauwackes, séricitoschistes intercalés (Cambrien moyen à supérieur). La formation la plus récente, notée CFvs, fait partie des formations superficielles de type colluvions carbonatées de vallons secs : sable limoneux à débris calcaires et argile sableuse à débris. Le descriptif de ces couches est détaillé dans  les feuilles « no 760 - Juillac » et « no 784 - Terrasson » de la carte géologique au 1/50 000 de la France métropolitaine, et leurs notices associées,.

Carte géologique de Saint-Rabier.

#### Relief et paysages
Le département de la Dordogne se présente comme un vaste plateau incliné du nord-est (491 m, à la forêt de Vieillecour dans le Nontronnais, à Saint-Pierre-de-Frugie) au sud-ouest (2 m à Lamothe-Montravel). L'altitude du territoire communal varie quant à elle entre 117 mètres et 341 mètres,.
Dans le cadre de la Convention européenne du paysage entrée en vigueur en France le 1er juillet 2006, renforcée par la loi du 8 août 2016 pour la reconquête de la biodiversité, de la nature et des paysages, un atlas des paysages de la Dordogne a été élaboré sous maîtrise d’ouvrage de l’État et publié en octobre 2020. Les paysages du département s'organisent en huit unités paysagères,. La commune fait partie du Périgord central, un paysage vallonné, aux horizons limités par de nombreux bois, plus ou moins denses, parsemés de prairies et de petits champs.
La superficie cadastrale de la commune publiée par l'Insee, qui sert de référence dans toutes les statistiques, est de 15,87 km2,,. La superficie géographique, issue de la BD Topo, composante du Référentiel à grande échelle produit par l'IGN, est quant à elle de 16,64 km2.

### Hydrographie

#### Réseau hydrographique
La commune est située dans le bassin de la Dordogne au sein du Bassin Adour-Garonne. Elle est drainée par le Taravellou, le Pouchard, le Durand, le ruisseau de la Chapelle et par divers petits cours d'eau, qui constituent un réseau hydrographique de 14,5 km de longueur totale,.
Le Taravellou, d'une longueur totale de 10,51 km, prend sa source dans la commune de Badefols-d'Ans et se jette dans le Cern — dont il est le principal affluent — en rive gauche, à La Bachellerie,. Il borde la commune à l'est sur trois kilomètres et demi, face aux communes de Châtres, Peyrignac et La Bachellerie.
Le Cern prend sa source en limite de la commune et de celle d'Azerat. Son affluent de rive gauche le Pouchard prend sa source au sud du lieu-dit la Feuillade, dans le nord de la commune dont il arrose le territoire sur quatre kilomètres.
Le Durand prend sa source également sur le territoire communal, dans le nord-ouest, près du lieu-dit-les Chicauds, et se jette en rive droite du Pouchard dans le sud de la commune, au lieu-dit les Coustillas ; il baigne la commune sur plus de quatre kilomètres.
Affluent de rive droite du Taravellou, le ruisseau de la Chapelle borde le territoire communal au nord-est sur un kilomètre face à Châtres.

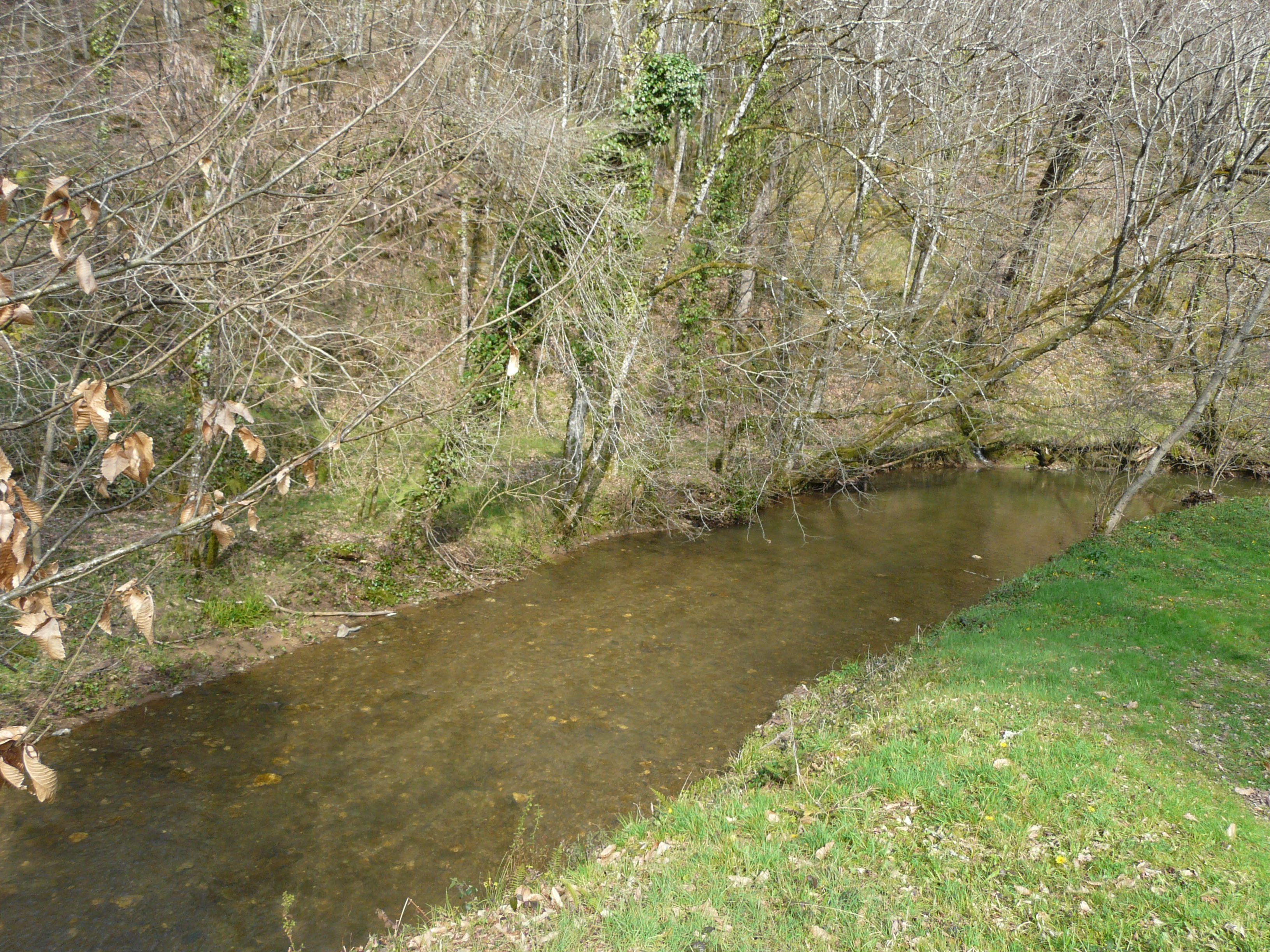
Le Taravellou au nord du lieu-dit Bord, en limite de Châtres (à gauche) et Saint-Rabier.
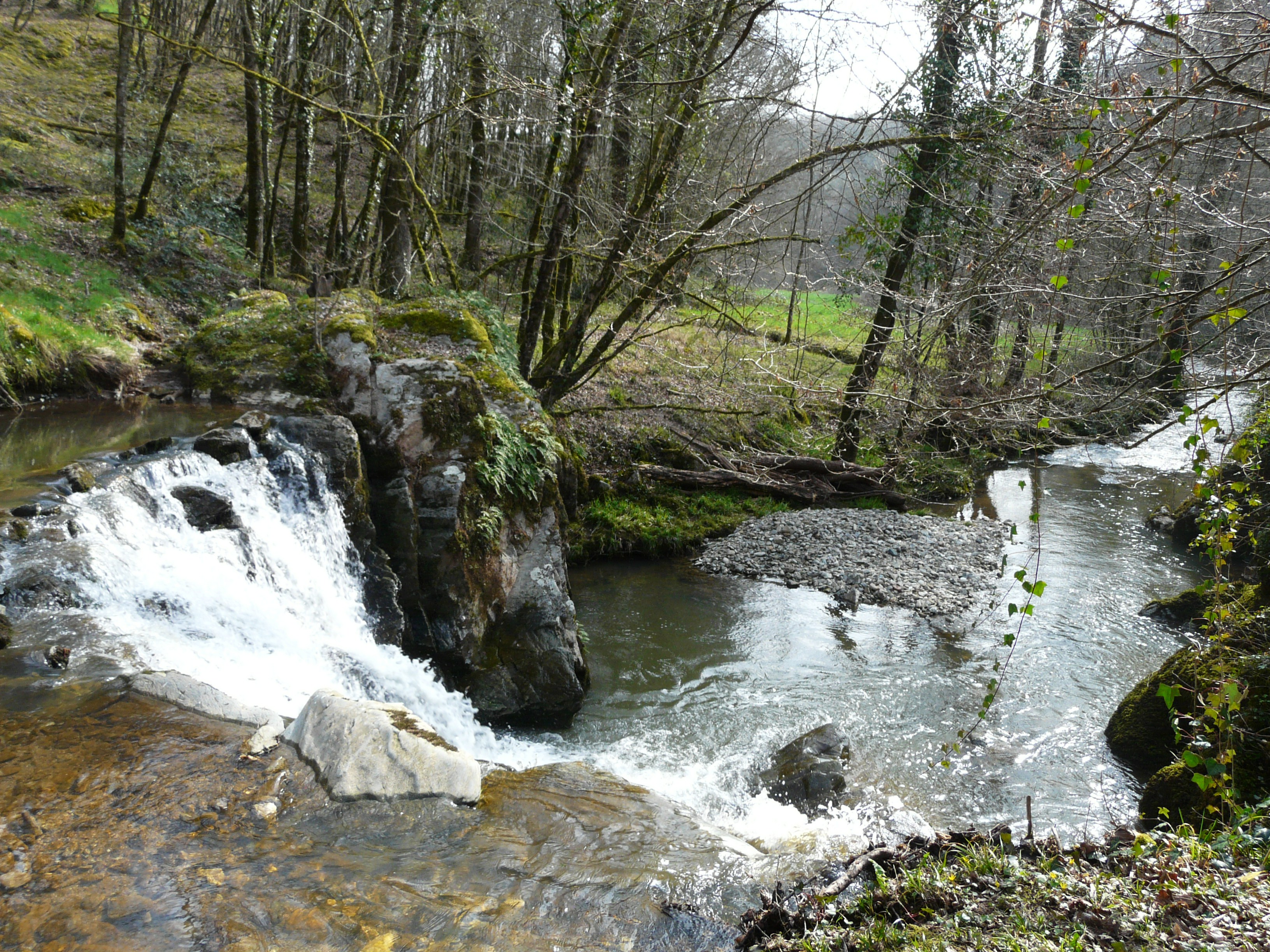
Cascade sur le Taravellou  au nord du lieu-dit Bord, entre Saint-Rabier (au premier plan) et Châtres.
Réseaux hydrographique et routier de Saint-Rabier.
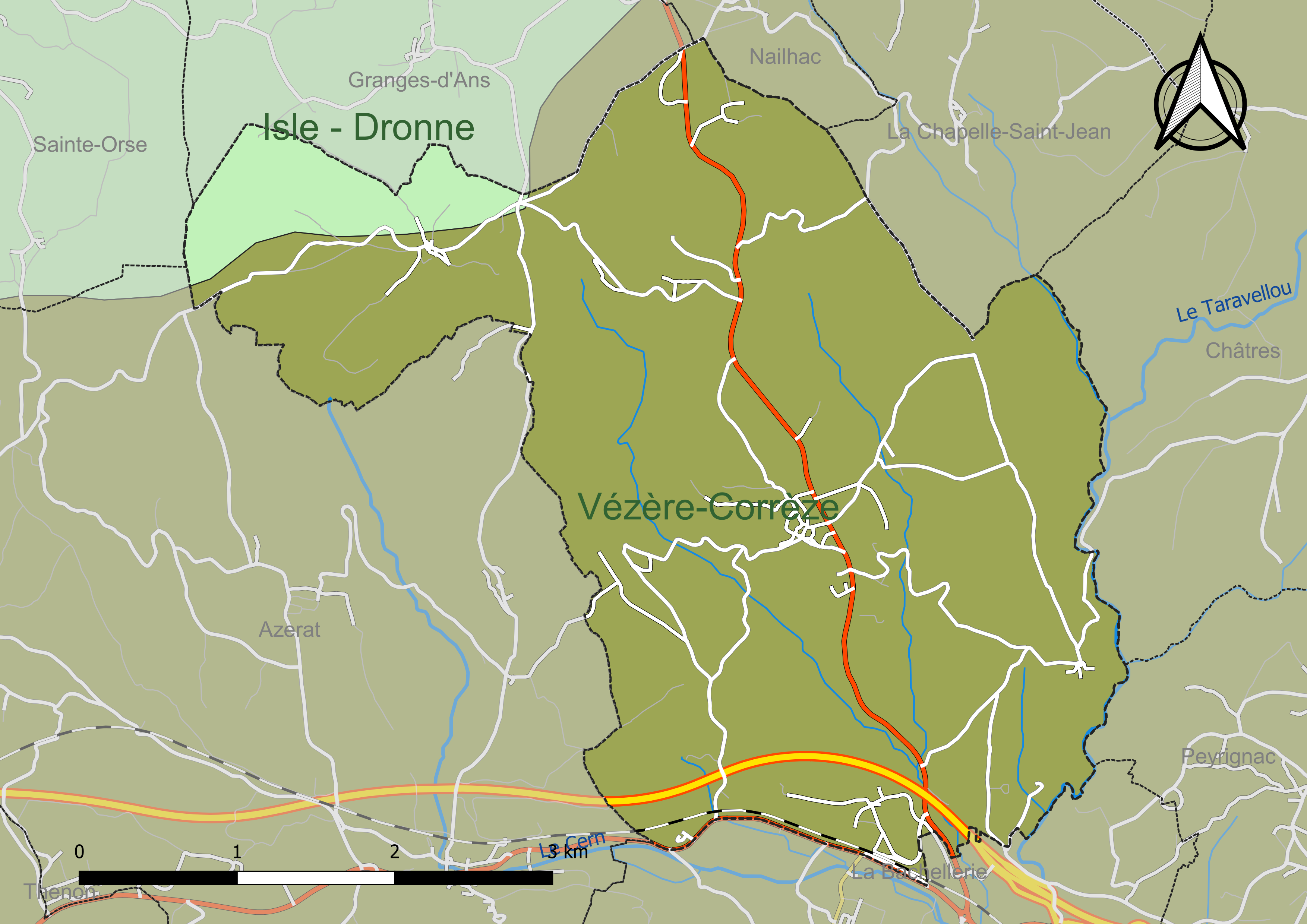
Carte des schémas d'aménagement et de gestion des eaux (SAGE) couvrant le territoire communal de Saint-Rabier.

#### Gestion et qualité des eaux
Le territoire communal est couvert par les schémas d'aménagement et de gestion des eaux (SAGE) « Isle - Dronne » et « Vézère-Corrèze ». Le SAGE « Isle - Dronne », dont le territoire regroupe les bassins versants de l'Isle et de la Dronne, d'une superficie de 7 500 km2, a été approuvé le 2 août 2021. La structure porteuse de l'élaboration et de la mise en œuvre est l'établissement public territorial de bassin de la Dordogne (EPIDOR). Le SAGE « Vézère-Corrèze », dont le territoire regroupe les bassins versants de la Vézère et de la Corrèze, d'une superficie de 3 730 km2 est en cours d'élaboration. La structure porteuse de l'élaboration et de la mise en œuvre est le conseil départemental de la Corrèze. Ils définissent chacun sur leur territoire les objectifs généraux d’utilisation, de mise en valeur et de protection quantitative et qualitative des ressources en eau superficielle et souterraine, en respect des objectifs de qualité définis dans le troisième SDAGE  du Bassin Adour-Garonne qui couvre la période 2022-2027, approuvé le 10 mars 2022.
La majeure partie du territoire communal dépend du SAGE Vézère-Corrèze. Seule une petite zone dans le nord-ouest en limite de Granges-d'Ans et de Sainte-Orse fait partie du bassin versant de la Soue et est donc rattachée au SAGE Isle - Dronne.
La qualité des eaux de baignade et des cours d’eau peut être consultée sur un site dédié géré par les agences de l’eau et l’Agence française pour la biodiversité.

### Climat
Pour des articles plus généraux, voir Climat de la Nouvelle-Aquitaine et Climat de la Dordogne.
Historiquement, la commune est exposée à un climat océanique aquitain.  
En 2020, Météo-France publie une typologie des climats de la France métropolitaine dans laquelle la commune est exposée à un climat océanique altéré et est dans la région climatique  Ouest et nord-ouest du Massif Central, caractérisée par une pluviométrie annuelle de 900 à 1 500 mm, maximale en automne et en hiver.
Pour la période 1971-2000, la température annuelle moyenne est de 12 °C, avec  une amplitude thermique annuelle de 15,6 °C. Le cumul annuel moyen de précipitations est de 1 019 mm, avec 12,7 jours de précipitations en janvier et 7,3 jours en juillet. Pour la période 1991-2020, la température moyenne annuelle observée sur la station météorologique la plus proche, située sur la commune de Thenon à 7 km à vol d'oiseau, est de 12,9 °C et le cumul annuel moyen de précipitations est de 907,1 mm,. Pour l'avenir, les paramètres climatiques de la commune estimés pour 2050 selon différents scénarios d’émission de gaz à effet de serre sont consultables sur un site dédié publié par Météo-France en novembre 2022.

### Milieux naturels et biodiversité

#### Espaces protégés
La protection réglementaire est le mode d'intervention le plus fort pour préserver des espaces naturels remarquables et leur biodiversité associée,.
La commune fait partie du bassin de la Dordogne, un territoire d'une superficie de 24 000 km2 reconnu réserve de biosphère par l'UNESCO en juillet 2012 et se situe dans sa « zone de transition ».

#### Réseau Natura 2000

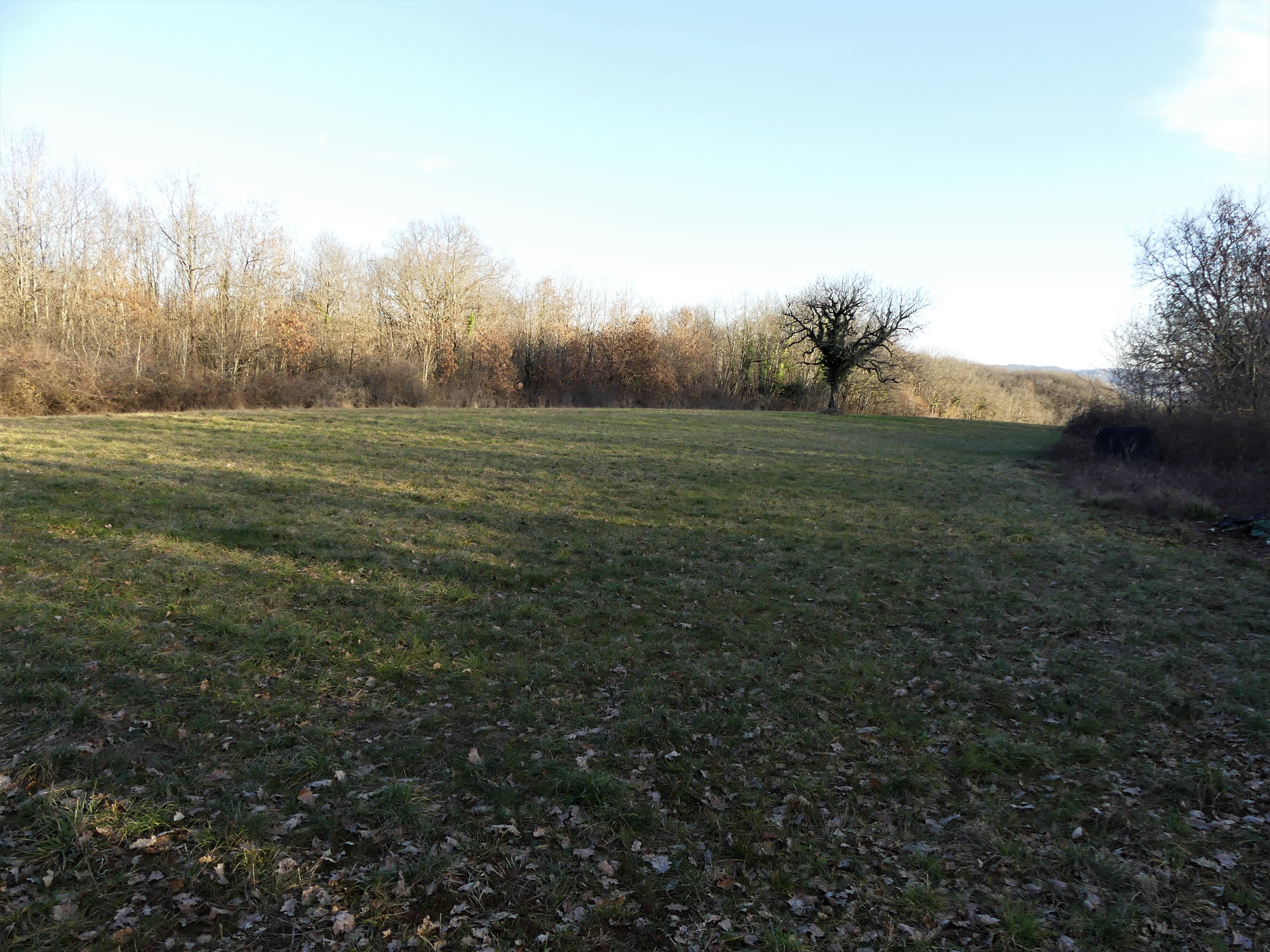
Prairie au lieu-dit les Douimes, à Saint-Rabier. Ce lieu fait partie du site « grottes d'Azerat », qui est à la fois une zone spéciale de conservation du réseau Natura 2000 et une zone naturelle d'intérêt écologique, faunistique et floristique.

Le réseau Natura 2000 est un réseau écologique européen de sites naturels d'intérêt écologique élaboré à partir des directives habitats et oiseaux, constitué de zones spéciales de conservation (ZSC) et de zones de protection spéciale (ZPS).
Un site Natura 2000 a été défini sur la commune.
Le site « grottes d'Azerat » est une zone spéciale de conservation qui s'étend sur 463 hectares du bassin versant d'un affluent de la Vézère : le Cern, également appelé Douime dans sa partie amont ; ce site est situé à 80 % sur le territoire d'Azerat (au sud), le reste, au nord, étant sur celui de Saint-Rabier, au sud-ouest du lieu-dit le Grand Coderc.
Ce site est remarquable par la présence de sept espèces de chauves-souris inscrites à l'annexe II de la directive habitats : le Grand Murin (Myotis myotis), le Grand Rhinolophe (Rhinolophus ferrumequinum), le Minioptère de Schreibers (Miniopterus schreibersii), le Murin à oreilles échancrées (Myotis emarginatus), le Petit Murin (Myotis blythii), le Petit Rhinolophe (Rhinolophus hipposideros) et le Rhinolophe euryale (Rhinolophus euryale).
Des concentrations importantes de Grands Murins et de Minioptères de Schreibers y ont été remarquées.

#### Zones naturelles d'intérêt écologique, faunistique et floristique
L'inventaire des zones naturelles d'intérêt écologique, faunistique et floristique (ZNIEFF) a pour objectif de réaliser une couverture des zones les plus intéressantes sur le plan écologique, essentiellement dans la perspective d'améliorer la connaissance du patrimoine naturel national et de fournir aux différents décideurs un outil d'aide à la prise en compte de l'environnement dans l'aménagement du territoire.
En 2023, une ZNIEFF est recensée sur la commune d'après l'INPN.
Le site « grottes d'Azerat » est une ZNIEFF de type 1 qui s'étend sur 453 hectares du bassin versant du Cern, également appelé Douime dans sa partie amont ; ce site est situé à 79 % sur le territoire d'Azerat (au sud), le reste, au nord, étant sur celui de Saint-Rabier. Son emprise est plus petite d'une dizaine d’hectares que celle de la zone Natura 2000 homonyme, cette dernière s'étendant au sud du viaduc du Douime de l'autoroute A89 jusqu'à la ligne ferroviaire Périgueux-Brive. Considérée comme « site d'intérêt international pour le grand murin en période de reproduction et le minioptère de Schreibers en transit », cette ZNIEFF se compose d'un réseau de grottes et de territoires potentiels de chasse pour les chauves-souris comportant des prairies ou des vergers.
Quatre espèces déterminantes de chauves-souris y ont été répertoriées entre 1996 et 2004 : le Grand Murin, le Grand Rhinolophe, le Minioptère de Schreibers et le Rhinolophe euryale.
Sur la même période, trois autres espèces (non déterminantes) de chauves-souris y ont été recensées (le Murin à oreilles échancrées, le Petit Murin et le Petit Rhinolophe), ainsi que deux de plantes phanérogames en 1990 et 2014 : le Chêne pédonculé (Quercus robur) et le Chêne pubescent (Quercus pubescens).

## Urbanisme

### Typologie
Au 1er janvier 2024, Saint-Rabier est catégorisée commune rurale à habitat dispersé, selon la nouvelle grille communale de densité à 7 niveaux définie par l'Insee en 2022.
Elle est située hors unité urbaine et hors attraction des villes,.

### Occupation des sols
L'occupation des sols de la commune, telle qu'elle ressort de la base de données européenne d’occupation biophysique des sols Corine Land Cover (CLC), est marquée par l'importance des territoires agricoles (71,8 % en 2018), en diminution par rapport à 1990 (73 %). La répartition détaillée en 2018 est la suivante : 
zones agricoles hétérogènes (42,4 %), prairies (28,6 %), forêts (23,9 %), zones urbanisées (4,2 %), terres arables (0,9 %). L'évolution de l’occupation des sols de la commune et de ses infrastructures peut être observée sur les différentes représentations cartographiques du territoire : la carte de Cassini (XVIIIe siècle), la carte d'état-major (1820-1866) et les cartes ou photos aériennes de l'IGN pour la période actuelle (1950 à aujourd'hui).

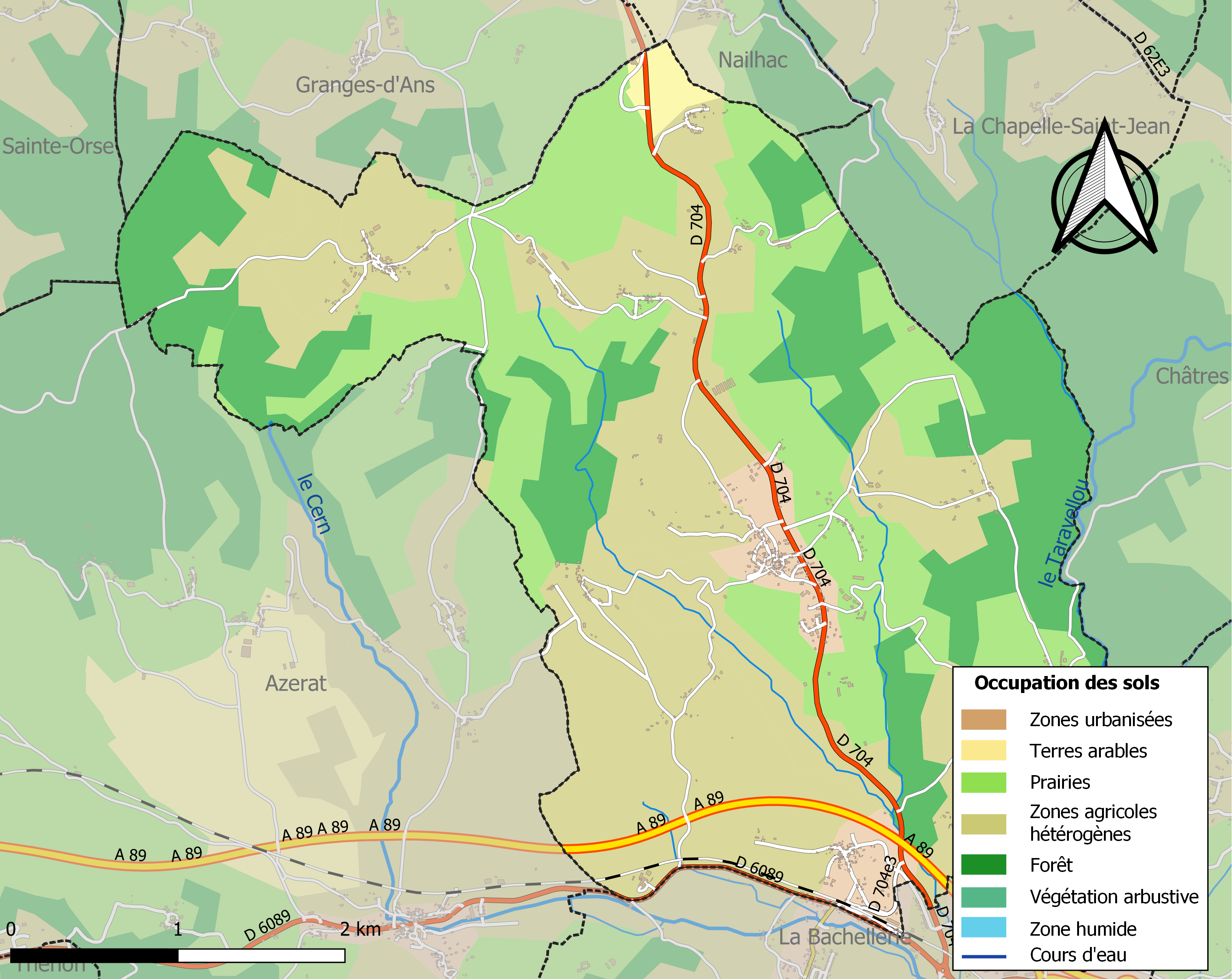
Carte des infrastructures et de l'occupation des sols de la commune en 2018 (CLC).

### Risque inondation
Un plan de prévention du risque inondation (PPRI) a été approuvé en 2020 pour le Cern, impactant sur Saint-Rabier la partie aval de son affluent le Pouchard,.

### Prévention des risques
Le territoire de la commune de Saint-Rabier est vulnérable à différents aléas naturels : météorologiques (tempête, orage, neige, grand froid, canicule ou sécheresse), feux de forêts, mouvements de terrains et séisme (sismicité très faible). Il est également exposé à un risque technologique, le transport de matières dangereuses. Un site publié par le BRGM permet d'évaluer simplement et rapidement les risques d'un bien localisé soit par son adresse soit par le numéro de sa parcelle.

#### Risques naturels
Saint-Rabier est exposée au risque de feu de forêt. L’arrêté préfectoral du 14 mars 2013 fixe les conditions de pratique des incinérations et de brûlage dans un objectif de réduire le risque de départs d’incendie. À ce titre, des périodes sont déterminées : interdiction totale du 15 février au 15 mai et du 15 juin au 15 octobre, utilisation réglementée du 16 mai au 14 juin et du 16 octobre au 14 février. En septembre 2020, un plan inter-départemental de protection des forêts contre les incendies (PidPFCI) a été adopté pour la période 2019-2029,.

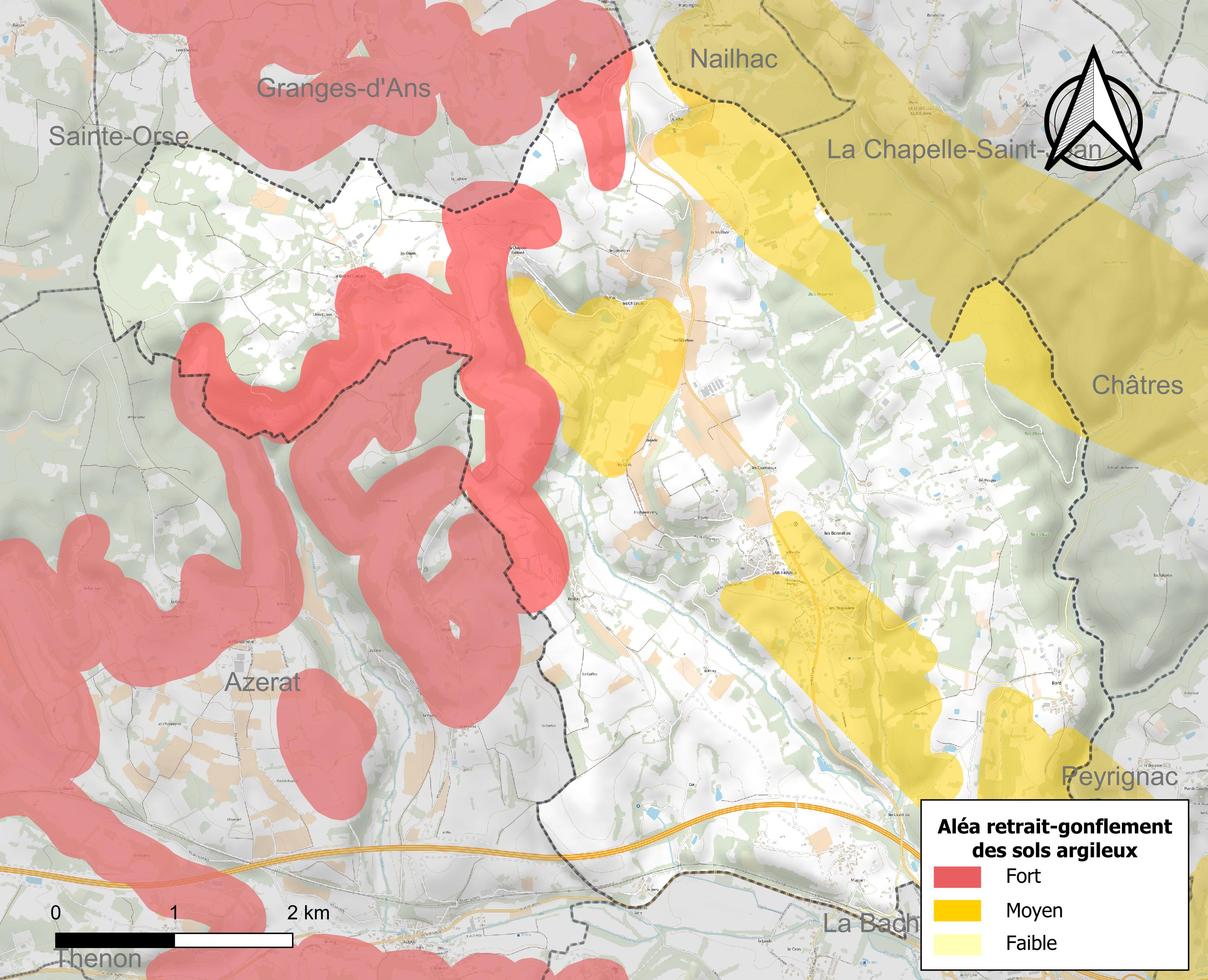
Carte des zones d'aléa retrait-gonflement des sols argileux de Saint-Rabier.

Les mouvements de terrains susceptibles de se produire sur la commune sont des tassements différentiels. Le retrait-gonflement des sols argileux est susceptible d'engendrer des dommages importants aux bâtiments en cas d’alternance de périodes de sécheresse et de pluie. 31,6 % de la superficie communale est en aléa moyen ou fort (58,6 % au niveau départemental et 48,5 % au niveau national métropolitain). Depuis le 1er octobre 2020, en application de la loi ÉLAN, différentes contraintes s'imposent aux vendeurs, maîtres d'ouvrages ou constructeurs de biens situés dans une zone classée en aléa moyen ou fort,.
La commune a été reconnue en état de catastrophe naturelle au titre des dommages causés par les inondations et coulées de boue survenues en 1982, 1983, 1999 et 2008, par la sécheresse en 1989, 1992, 1997 et 2011 et par des mouvements de terrain en 1999.

## Toponymie
En occitan, la commune porte le nom de Sent Rabier.

## Histoire
La localité s'est appelée Sanctus Riberius dès le XIe siècle.
Le 30 mars 1944, près du pont de Rodas, sur le territoire communal, au nord-est du lieu-dit le Jarry, les Allemands fusillent trois hommes arrêtés plus tôt dans la journée à Azerat : Émile Coulon, le maire d'Azerat, son adjoint Constant Lacoste et le secrétaire de mairie Louis Bonnefond,. Le lendemain, ils fusillent deux autres personnes et détruisent trois maisons à Saint-Rabier. Ils abattent également une réfugiée polonaise au lieu-dit les Courtissoux, et arrêtent sa fille de six ans qui sera déportée vers Auschwitz par le convoi no 71. Toujours le 31 mars, un marchand ambulant juif, ayant appris l'arrestation la veille de sa femme et de ses filles à La Bachellerie, s'est constitué prisonnier auprès des Allemands qui l'ont fusillé sur le territoire de Saint-Rabier, au lieu-dit les Champagnes.

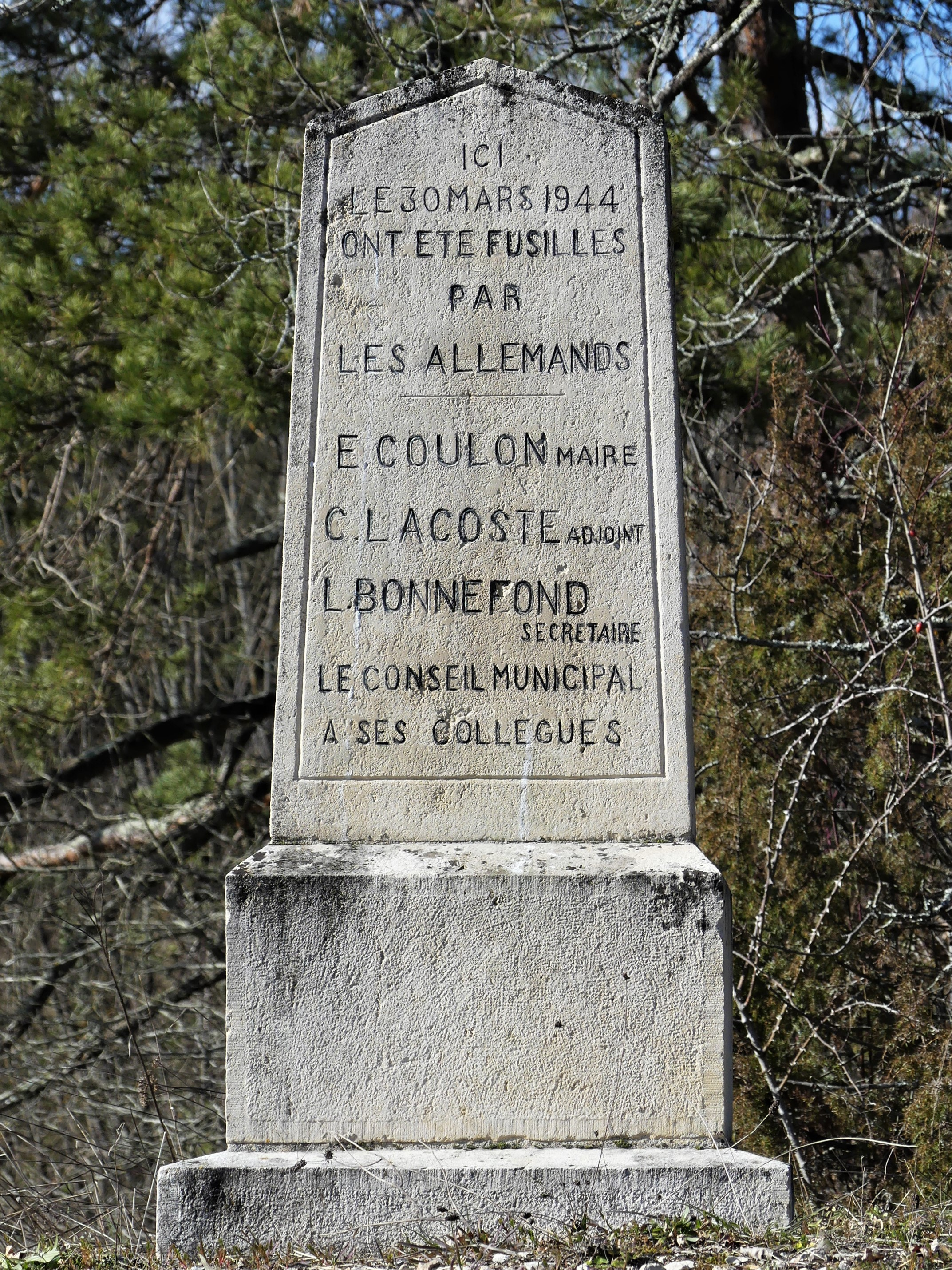
Stèle sur le lieu où ont fusillés le 30 mars 1944 le maire d'Azerat, son adjoint et le secrétaire de mairie.
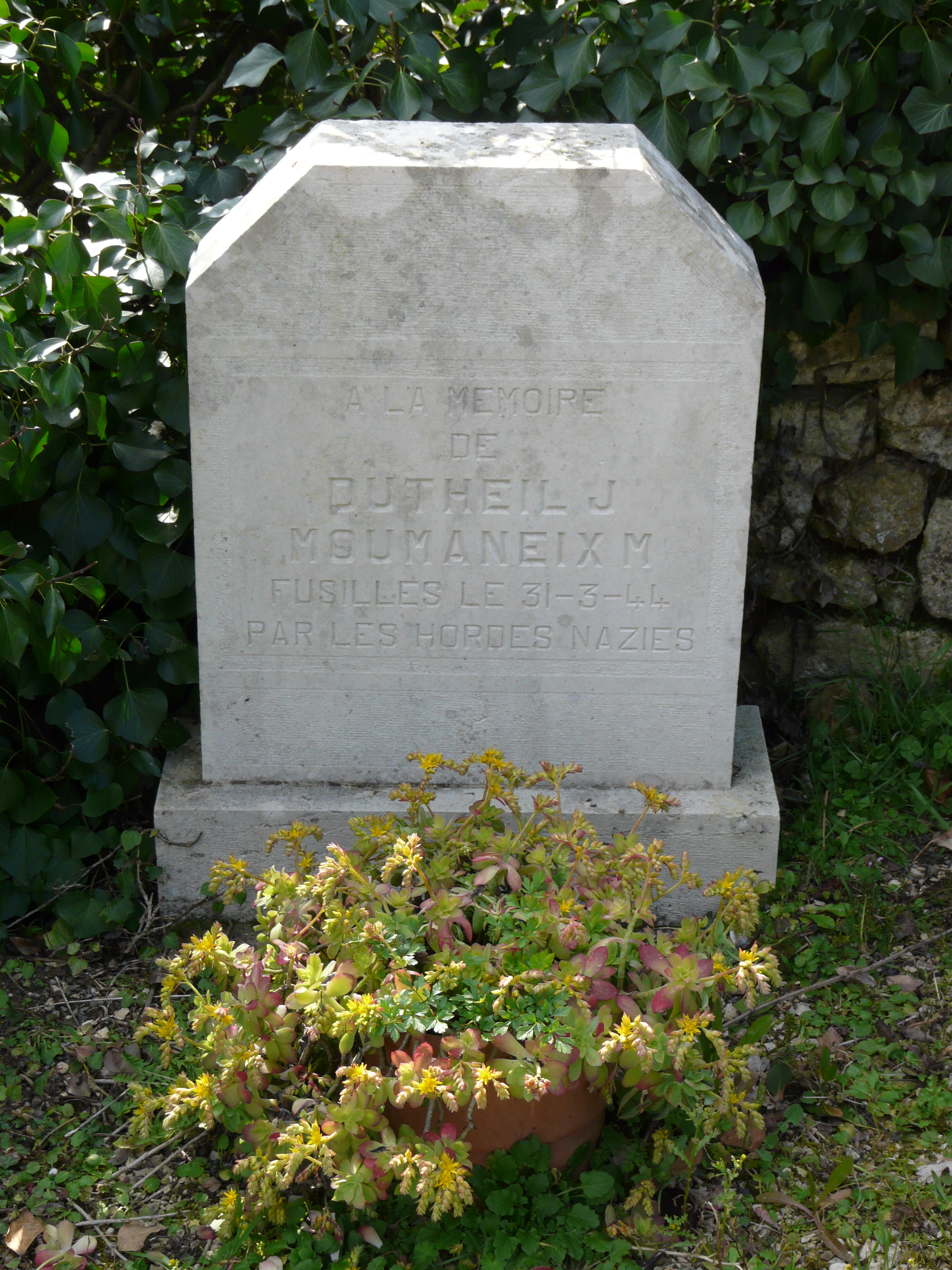
Stèle à la mémoire des deux personnes fusillées le 31 mars 1944.

## Politique et administration

### Rattachements administratifs
La commune de Saint-Rabier a, dès 1790, été rattachée au canton de la Bachellerie qui dépendait du district de Montignac jusqu'en 1795, date de suppression des districts. Lorsque ce canton est supprimé par la loi du 8 pluviôse an IX (28 janvier 1801)  portant sur la « réduction du nombre de justices de paix », la commune est rattachée au canton de Terrasson (devenu canton de Terrasson-la-Villedieu en 1963, puis renommé en canton de Terrasson-Lavilledieu en 1997) dépendant de l'arrondissement de Sarlat (devenu l'arrondissement de Sarlat-la-Canéda en 1965).

### Intercommunalité
Fin 2003, Saint-Rabier intègre la communauté de communes du Terrassonnais. Celle-ci est dissoute au 31 décembre 2013 et remplacée au 1er janvier 2014 par la communauté de communes du Terrassonnais en Périgord noir Thenon Hautefort, renommée communauté de communes Terrassonnais Haut Périgord Noir en octobre 2021.

### Administration municipale
La population de la commune étant comprise entre 500 et 1 499 habitants au recensement de 2017, quinze conseillers municipaux ont été élus en 2020,.

### Liste des maires

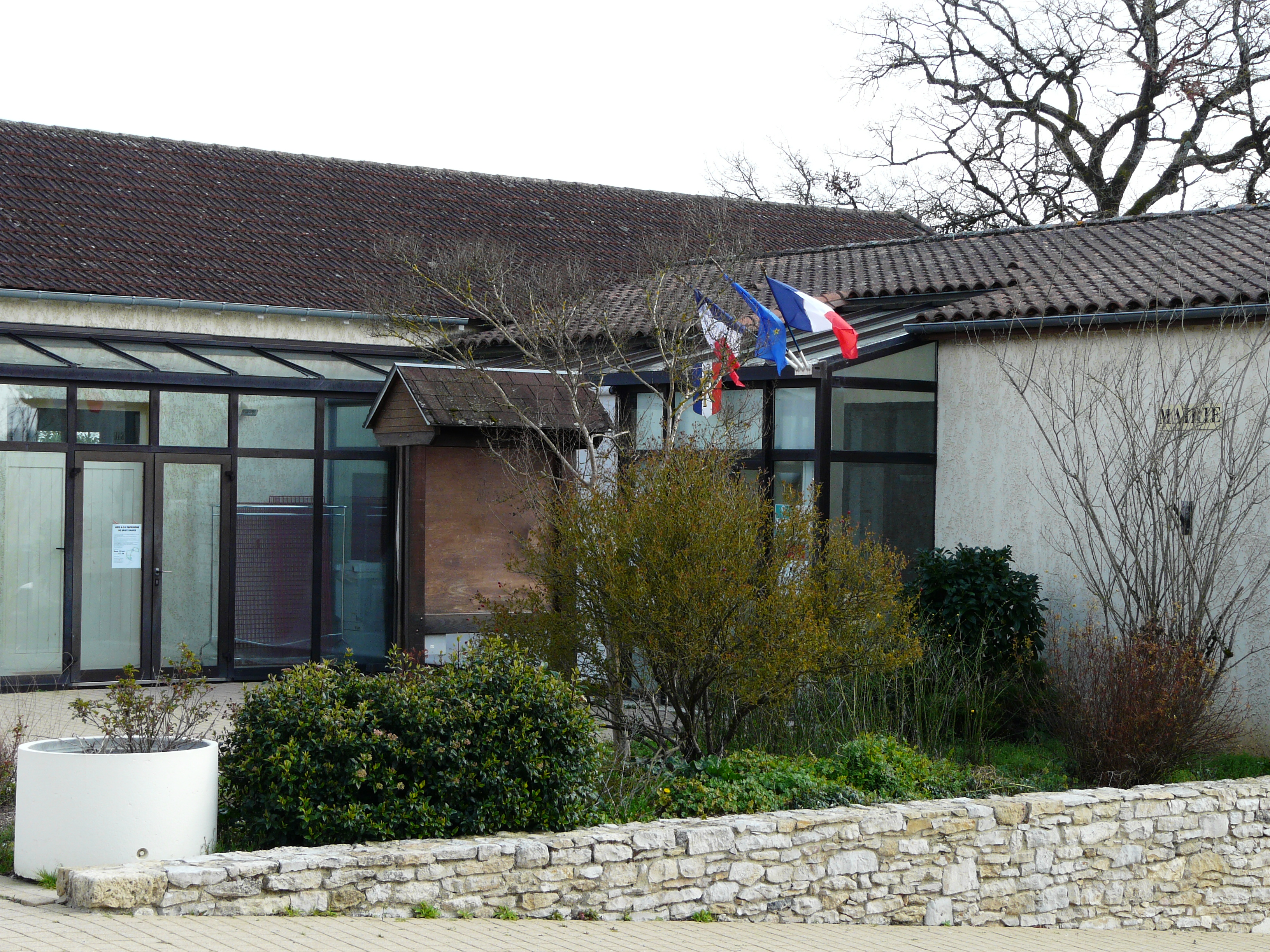
La mairie.

| Période                                  | Période      | Identité            | Étiquette | Qualité  |
| ---------------------------------------- | ------------ | ------------------- | --------- | -------- |
| Les données manquantes sont à compléter. |              |                     |           |          |
|                                          |              |                     |           |          |
| avant 1981                               | 1983         | Emmanuel Hyvoz      |           |          |
| 1983                                     | avril 2014   | Claude Delpy        | SE        | Retraité |
| avril 2014                               | juillet 2020 | Jean-Claude Guarise | PS        |          |
| juillet 2020                             | En cours     | Claude Delpy        |           | Retraité |

## Équipements et services publics

### Justice
En 2023, dans le domaine judiciaire, Saint-Rabier relève : 
- du tribunal judiciaire, du tribunal pour enfants, du conseil de prud'hommes et du tribunal de commerce de Périgueux ;
- du pôle Nationalité du tribunal judiciaire de Périgueux (compétent uniquement dans le domaine de la nationalité) ;
- de la cour d'appel, du tribunal administratif et de la  cour administrative d'appel de Bordeaux.

## Population et société

### Démographie
L'évolution du nombre d'habitants est connue à travers les recensements de la population effectués dans la commune depuis 1793. Pour les communes de moins de 10 000 habitants, une enquête de recensement portant sur toute la population est réalisée tous les cinq ans, les populations de référence des années intermédiaires étant quant à elles estimées par interpolation ou extrapolation. Pour la commune, le premier recensement exhaustif entrant dans le cadre du nouveau dispositif a été réalisé en 2008.

En 2022, la commune comptait 560 habitants, en évolution de −4,92 % par rapport à 2016 (Dordogne : +0,37 %, France hors Mayotte : +2,11 %).
| 1793 | 1800 | 1806  | 1821  | 1831  | 1836  | 1841  | 1846  | 1851  |
| ---- | ---- | ----- | ----- | ----- | ----- | ----- | ----- | ----- |
| 907  | 206  | 1 017 | 1 127 | 1 157 | 1 181 | 1 195 | 1 212 | 1 243 |

| 1856  | 1861  | 1866  | 1872  | 1876  | 1881  | 1886  | 1891 | 1896 |
| ----- | ----- | ----- | ----- | ----- | ----- | ----- | ---- | ---- |
| 1 169 | 1 219 | 1 200 | 1 197 | 1 350 | 1 266 | 1 131 | 992  | 925  |

| 1901 | 1906 | 1911 | 1921 | 1926 | 1931 | 1936 | 1946 | 1954 |
| ---- | ---- | ---- | ---- | ---- | ---- | ---- | ---- | ---- |
| 931  | 934  | 853  | 697  | 671  | 619  | 594  | 609  | 585  |

| 1962 | 1968 | 1975 | 1982 | 1990 | 1999 | 2006 | 2008 | 2013 |
| ---- | ---- | ---- | ---- | ---- | ---- | ---- | ---- | ---- |
| 582  | 576  | 518  | 580  | 573  | 502  | 539  | 550  | 598  |

| 2018 | 2022 | - | - | - | - | - | - | - |
| ---- | ---- | - | - | - | - | - | - | - |
| 580  | 560  | - | - | - | - | - | - | - |

### Manifestations culturelles et festivités
- Fête votive pendant un week-end, début juin[69].

## Économie

### Emploi
En 2015, parmi la population communale comprise entre 15 et 64 ans, les actifs représentent 250 personnes, soit 35,9 % de la population municipale. Le nombre de chômeurs (trente-quatre) a fortement augmenté par rapport à 2010 (dix-huit) et le taux de chômage de cette population active s'établit à 13,6 %.

### Établissements
Au 31 décembre 2015, la commune compte cinquante-trois établissements, dont vingt-deux au niveau des commerces, transports ou services, quatorze dans l'agriculture, la sylviculture ou la pêche, six dans l'industrie, six dans la construction, et cinq relatifs au secteur administratif, à l'enseignement, à la santé ou à l'action sociale.

## Culture locale et patrimoine

### Lieux et monuments
- Église Saint-Pierre-et-Saint-Paul.
- Repaire du Muguet, attesté au XVIIIe siècle[73].
- Monument aux morts, place du Souvenir.
- Pigeonnier au Grand-Coderc.
- Pigeonnier au Féry.

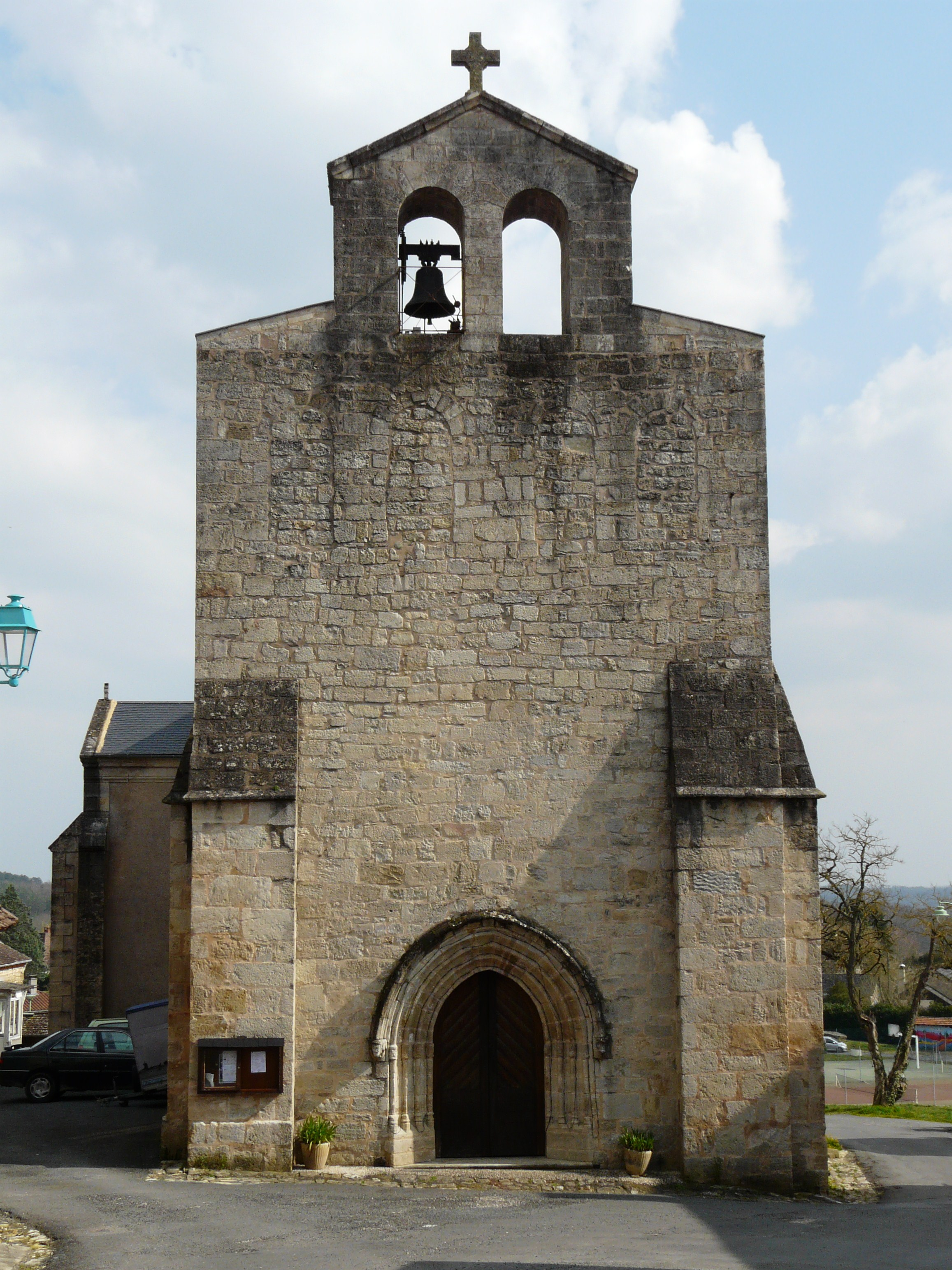
Le clocher-mur de l'église.
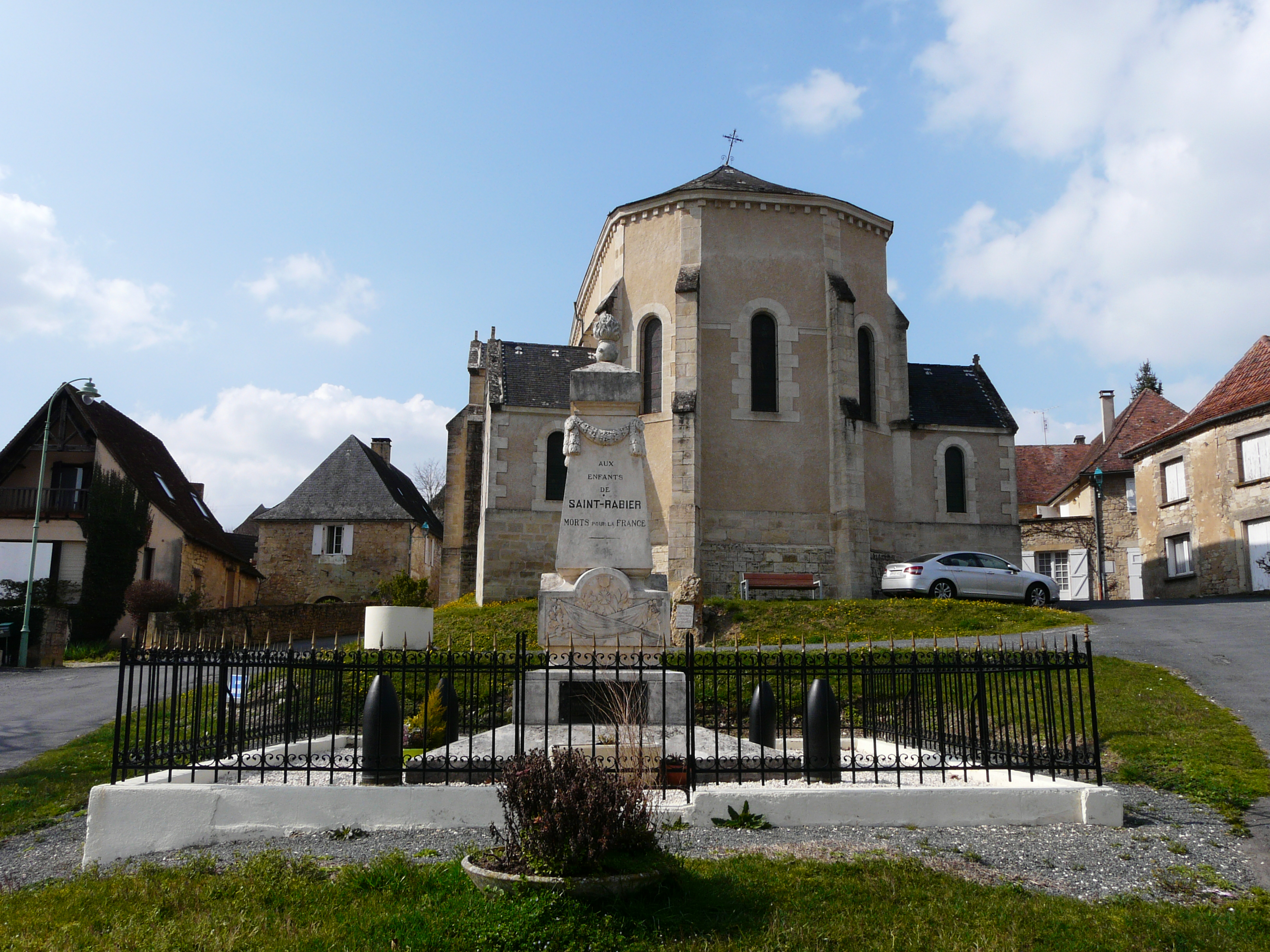
Le monument aux morts et l'église.
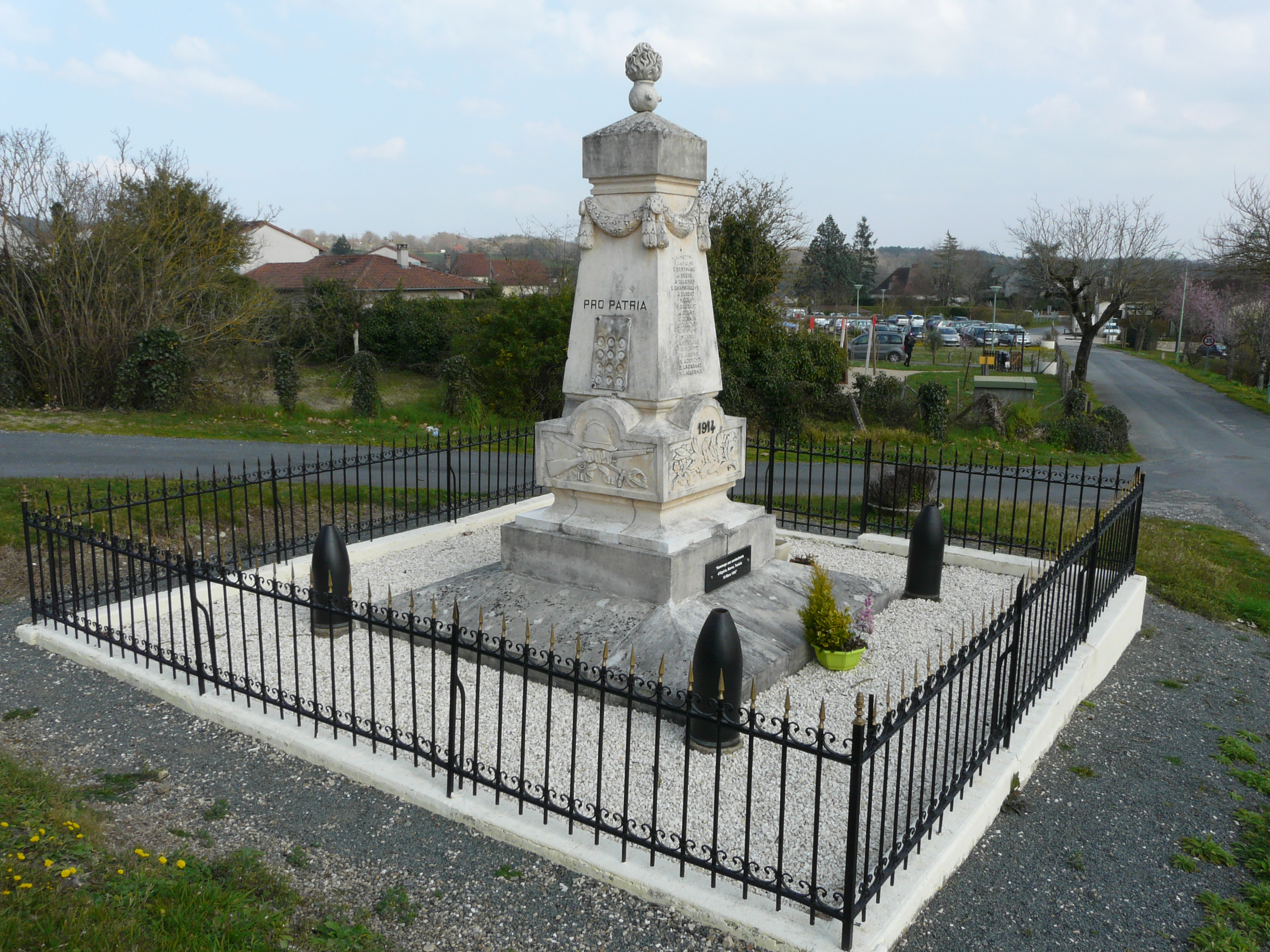
Le monument aux morts.
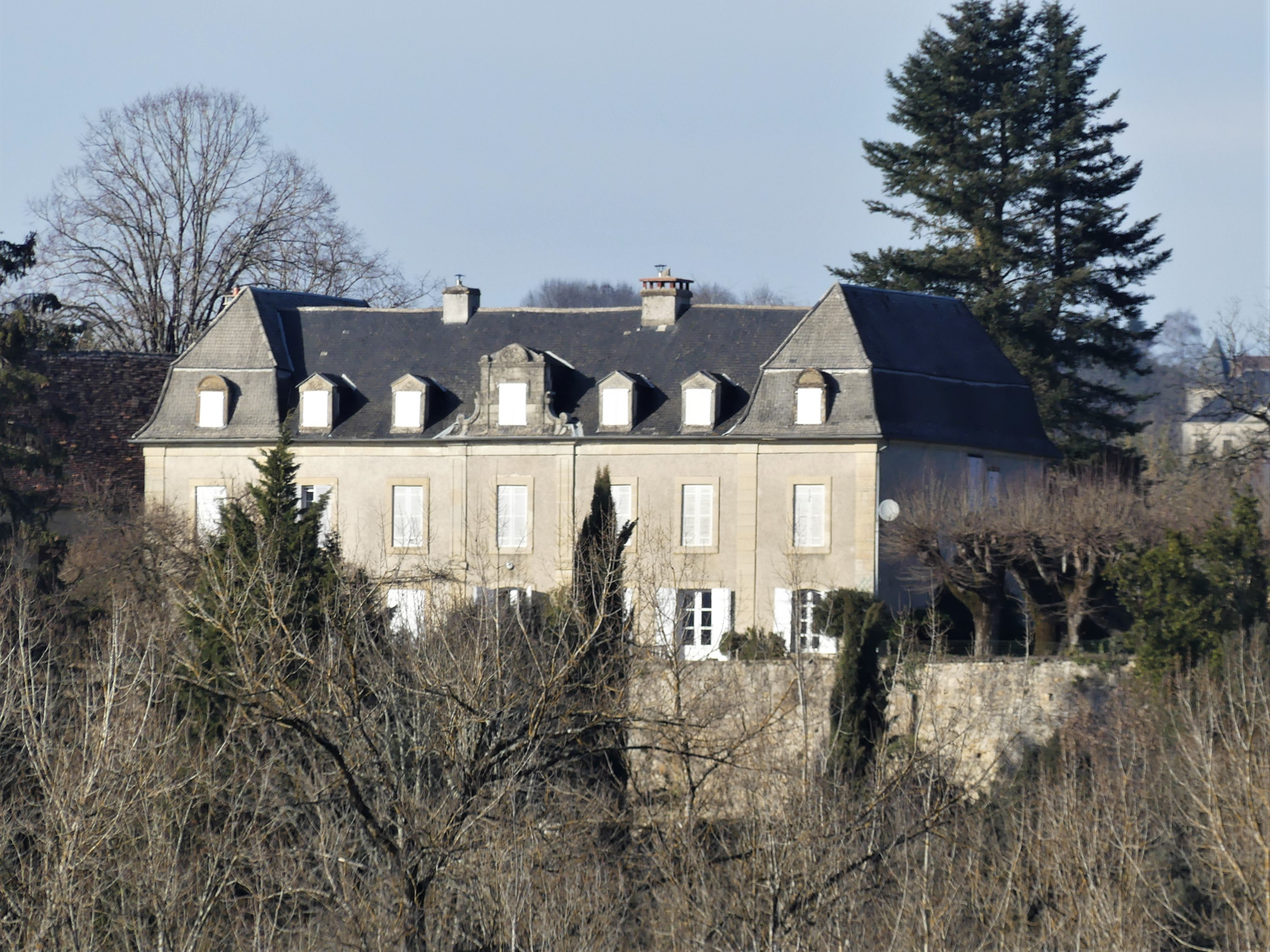
Le repaire du Muguet.
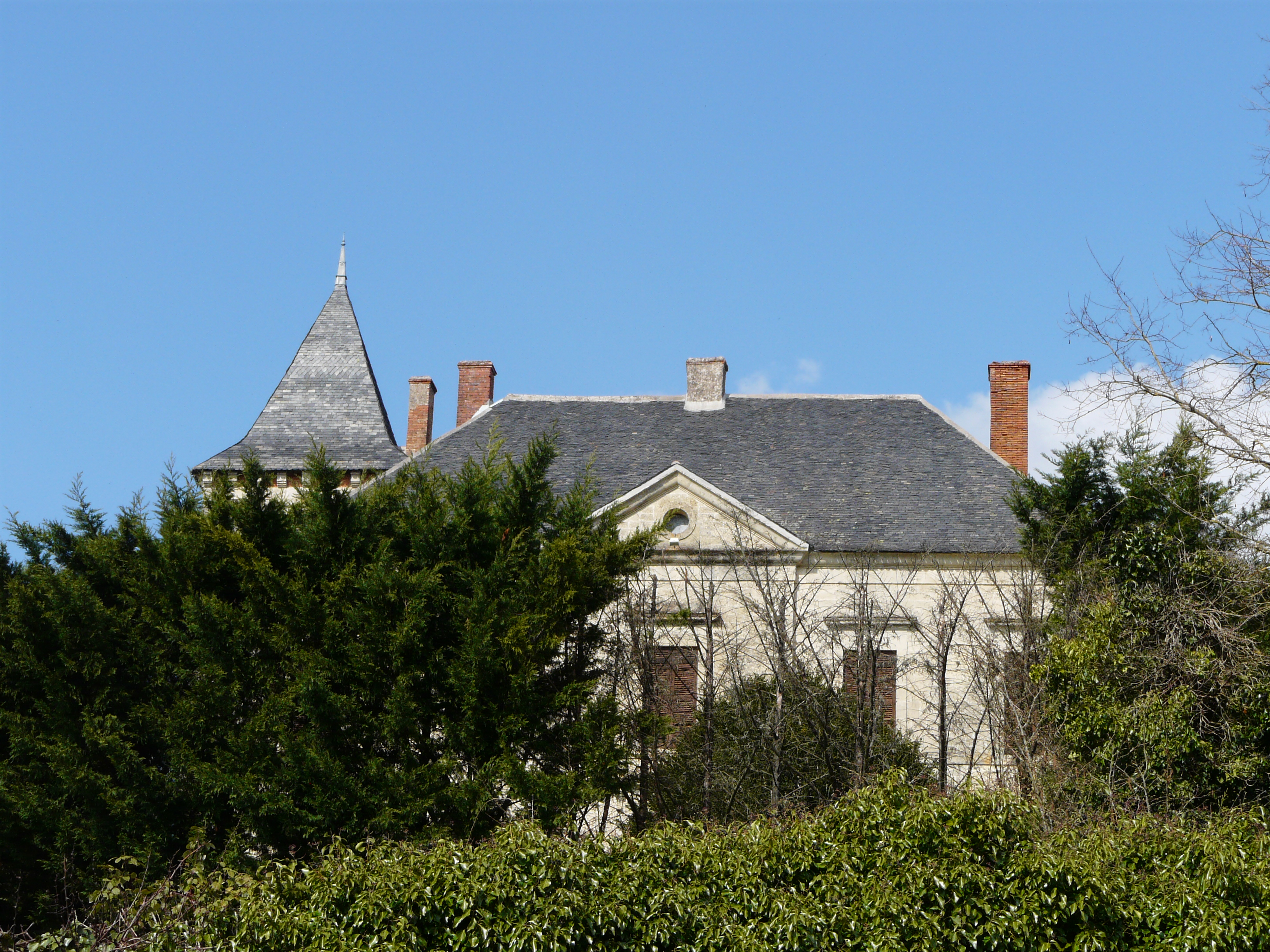
Manoir dans le bourg.

### Personnalités liées à la commune
- Georges Lapouge (1914-2013), résistant, né à Saint-Rabier

### Héraldique
| Blason de Saint-Rabier | Blason  | Coupé : au 1er de gueules à trois rocs d'échiquier d'or rangés en fasce, au 2d d'azur à un croissant d'argent. Devise / Cri1053 – Sanctus Riberius – 2005 |
| Blason de Saint-Rabier | Détails | Reprend les armes gravées sur la cheminée du château de La Marche. Adopté en 2005.                                                                        |

## Pour approfondir